# António Baptista da Silva Coelho
António Baptista da Silva Coelho foi um Governador Civil de Faro entre 13 de Março de 1957 e 11 de Agosto de 1964.